# Dmitrij Szepiel
Dmitrij Siergiejewicz Szepiel (ros. Дмитрий Сергеевич Шепель; ur. 5 sierpnia 1978 w Leningradzie) – rosyjski łyżwiarz szybki, srebrny medalista mistrzostw świata i trzykrotny medalista mistrzostw Europy.

## Kariera
Pierwszy sukces w karierze Dmitrij Szepiel osiągnął w 1998 roku, kiedy zwyciężył w wieloboju podczas mistrzostw świata juniorów w Roseville. Rok później zdobył brązowy medal na mistrzostwach Europy w Heerenveen, przegrywając tylko z Rintje Ritsmą z Holandii i Włochem Roberto Sighelem. W żadnym z biegów nie znalazł się tam w pierwszej trójce, jego najlepszym wynikiem było czwarte miejsce w biegach na 500 i 1500 m. Podczas mistrzostw Europy w Baselga di Pinè w 2001 roku zdobył złoty medal, wyprzedzając Belga Barta Veldkampa i Idsa Postmę z Holandii. Szepiel wygrał tam bieg na 1500 m, był trzeci na 5000 m, piąty na 10 000 m oraz dziewiąty w biegu na 500 m. Ostatnie sukcesy osiągnął w 2002 roku, kiedy zdobył kolejne dwa medale. Najpierw był trzeci za Jochemem Uytdehaage i Carlem Verheijenem na mistrzostwach Europy w Erfurcie. Tylko w jednym biegu znalazł się w pierwszej trójce, zajmując drugie miejsce na 1500 m. Dwa miesiące później zdobył srebro na wielobojowych mistrzostwach świata w Heerenveen, rozdzielając Jochema Uytdehaage i Dereka Parrę z USA. Rosjanin był tam najlepszy w biegach na 500 i 1500 m, piąty na 5000 m i szósty na dystansie 10 000 m. Był też między innymi czwarty na mistrzostwach Europy w Heerenveen w 2003 roku, przegrywając walkę o podium z Holendrem Markiem Tuitertem.
W 1998 roku wystartował na igrzyskach olimpijskich w Nagano, zajmując 32. miejsce w biegu na 1000 m i 14. na dystansie 1500 m. Na rozgrywanych cztery lata później igrzyskach w Salt Lake City jego najlepszym wynikiem był czwarte miejsce w biegu na 500 m. Walkę o brązowy medal przegrał tam z Niemcem Jensem Bodenem. Na tych samych igrzyskach był też piąty na dwukrotnie dłuższym dystansie i jedenasty w biegu na 1500 m. Brał też udział w igrzyskach olimpijskich w Turynie w 2006 roku, gdzie zajął 21. miejsce w biegu na 1500 m, a w biegu drużynowym był piąty. Wielokrotnie startował w zawodach Pucharu Świata, jednak nigdy nie stanął na podium. Najlepsze wyniki osiągnął w sezonie 2002/2003, kiedy był ósmy w klasyfikacji końcowej 1500 m. W 2006 roku zakończył karierę.